# Blutsbrüder
Blutsbrüder è un film del 1975 diretto da Werner W. Wallroth.

## Trama
Sand Creek 1864: Un villaggio indiano dei Cheyenne è attaccato dall'esercito americano. Il soldato Harmonika, disgustato dagli omicidi di donne e bambini innocenti, lascia l'esercito. Condannato a morte, fugge dalla prigione. Nella sua fuga, salva la vita della ragazza indiana Rehkitz, innamorandosene. Harmonika, piano piano conquista la fiducia degli indiani, a tal punto che il fratello di Rehkitz, gli dà la sorella per moglie.